# رأی اعتماد به هیئت وزیران حسن روحانی
طبق قانون اساسی تعیین وزیر با رئیس‌جمهور است؛ از این رو رئیس‌جمهور باید بعد از احراز شرایط مربوط به وزراء صلاحیت عمومی آن‌ها را تأیید کرده و به مجلس معرفی کند. تأیید کابینه رئیس جمهور در ایران و بررسی صلاحیت و دادن رای اعتماد به وزرای پیشنهادی توسط مجلس شورای اسلامی انجام می‌شود. حسن روحانی طبق قانون تا ده روز پس از مراسم تحلیف فرصت دارد تا کابینه خود را معرفی کند اما وی اعلام کرد در همان روز تحلیف وزرای خود را معرفی خواهد کرد. بر اساس آیین‌نامه بعد از اعلام وصول، نمایندگان یک هفته فرصت بررسی وزرای پیشنهادی را دارند و دستورکار صحن فقط رای اعتماد به وزرا می‌شود.

## کابینه اول
مراسم تحلیف یازدهمین دوره ریاست جمهوری در ۱۳ مرداد ۱۳۹۲ در مجلس شورای اسلامی برگزار شد. پس از این مراسم حسن روحانی رسماً به عنوان هفتمین رئیس جمهور ایران شروع به کار کرد. معمولاً دریافت رای اعتماد از سوی مجلس در ایران چندین روز به طول می‌انجامد. حسن روحانی پیشتر وعده داد که از همه افراد شایسته، صرف نظر از وابستگی‌های حزبی استفاده خواهد کرد.
بر اساس اطلاعات آماری وزرای پیشنهادی حوزه اقتصاد (تیم اقتصادی دولت) توانستند بیشترین آرای موافق نمایندگان را از آن خود کنند. در این میان محمدعلی نجفی، جعفر میلی منفرد و مسعود سلطانی فر نتوانستند از مجلس رای اعتماد بگیرند.

### موضعگیری محافظه‌کاران
در حالی‌که هنوز روحانی لیست قطعی کابینه را اعلام نکرده بود حدود ۸۰ تن از نمایندگان، موسوم به فراکسیون اصول گرایان، چند روز قبل از اعلام لیست کاندیداهای وزارت در بیانیه‌ای اعلام کردند که مجلس به افرادی که در حوادث بعد از انتخابات ریاست جمهوری سال ۸۸ مخالفت صریح خود را اعلام نکرده‌اند، رای اعتماد نخواهد داد. این پیش شرط‌ها توسط گروه‌های اصلاح طلب محکوم شد و عبور از قانون خوانده شد.

## کابینه دوم
مراسم تحلیف دوازدهمین دوره ریاست جمهوری در ۱۴ مرداد ۱۳۹۶ در مجلس شورای اسلامی برگزار شد. پس از این مراسم حسن روحانی به عنوان هفتمین رئیس جمهور ایران ابقا گردید.
روحانی در ۱۷ مرداد ۱۳۹۶ هیئت وزیران پیشنهادی خود را منهای وزیر علوم برای کسب رای اعتماد به مجلس معرفی کرد.

## مراحل معرفی کابینه

### دولت یازدهم

#### دور اول
« وزیران من فرماندهان کهنه‌کار هستند نه سربازان میدان »

سخنرانی حسن روحانی در روز رای‌گیری وزیران پیشنهادی مجلس، ۲۴ مرداد ۱۳۹۲
حسن روحانی در انتهای سخنرانی خود در مراسم تحلیف درخواست بررسی و سابقهٔ کاری اعضای کابینهٔ پیشنهادی دولت تدبیر و امید را به ریاست مجلس ارائه داد که پس از آن توسط دبیر مجلس متن نامه و فهرست اعضای کابینه خوانده شد. پس از اتمام فعالیت مجلس شورای اسلامی در این موضوع، محمدعلی نجفی، جعفر میلی‌منفرد و مسعود سلطانی‌فر برای وزارتخانه‌های آموزش و پرورش، علوم و تحقیقات، و ورزش و جوانان نتوانستند در کابینهٔ دولت یازدهم قرار بگیرند.

#### دور دوم
حسن روحانی در روز ۲۷ مهر ۱۳۹۲، نام ۳ وزیر پیشنهادی برای وزارتخانه‌های بدون وزیر که در دور اول معرفی وزرای پیشنهادی رای نیاورده بودند را به مجلس معرفی کرد. به این ترتیب علی‌اصغر فانی برای وزارت آموزش و پروش، رضا فرجی دانا برای وزارت علوم و رضا صالحی امیری برای وزارت ورزش و جوانان معرفی شدند. رای‌گیری در خصوص ۳ وزیر وزارتخانه‌های باقی‌مانده در روز یکشنبه مورخ ۵ آبان ۱۳۹۲ با حضور ۲۶۱ نفر از نمایندگان انجام شد. دقایقی بعد از اتمام جلسه رای‌گیری، حسن روحانی از طریق وب‌گاه رسمی دولت، از نمایندگان مجلس به دلیل رای اعتماد به دو وزیر دیگر کابینه تشکر کرد.

#### دور سوم
حسن روحانی در ۲ آبان ۱۳۹۵ و پس از استعفای وزرای آموزش و پرورش، فرهنگ و ارشاد اسلامی و ورزش و جوانان، در راستای ترمیم کابینه دولت یازدهم، رضا صالحی امیری، فخرالدین احمدی دانش‌آشتیانی و مسعود سلطانی‌فر را به عنوان وزرای پیشنهادی فرهنگ و ارشاد اسلامی، آموزش و پرورش و ورزش و جوانان به مجلس شورای اسلامی معرفی نمود.

### دولت دوازدهم
روحانی در ۱۷ مرداد ۱۳۹۶ هیئت وزیران پیشنهادی خود را برای دولت دوازدهم منهای وزیر علوم برای کسب رای اعتماد به مجلس معرفی کرد.
بررسی صلاحیت وزرای پیشنهادی از روز سه شنبه ۲۴ مرداد ۱۳۹۶ در صحن علنی مجلس آغاز گردید. در نهایت تمامی وزرا به جز وزیر پیشنهادی نیرو رای اعتماد گرفتند.

## افراد معرفی شده

### وزارت فرهنگ و ارشاد اسلامی

#### دولت یازدهم
علی جنتی، نامزد وزارت فرهنگ و ارشاد اسلامی در دولت اول حسن روحانی بود که توانست از مجلس رأی اعتماد بگیرد. او به روزنامه بهار که نزدیک به اصلاح طلبان ایران است گفته «از حضور و همکاری با افراد افراطی، جناحی و تندرو پرهیز می‌کنم.»
| وزارت فرهنگ و ارشاد اسلامی | سخنرانان موافق                                                | سخنرانان مخالف                      | آراء موافق | آراء مخالف | آراء ممتنع | تأیید |
| -------------------------- | ------------------------------------------------------------- | ----------------------------------- | ---------- | ---------- | ---------- | ----- |
| علی جنتی                   | عوض حیدرپور شهرضایی احمدرضا دستغیب محمد دامادی حسین سبحانی‌نیا | جواد کریمی قدوسی حمید رسایی         | ۲۳۴        | ۳۶         | ۱۲         | آری   |
| رضا صالحی امیری            | صید محمد بیرانوندی قاسم احمدی لاشکی                           | حسن نوروزی سید احسان قاضی‌زاده هاشمی | ۱۸۰        | ۸۹         | ۶          | آری   |

#### دولت دوازدهم
با آغاز به کار دولت دوم حسن روحانی وی سید عباس صالحی، را به عنوان وزیر پیشنهادی وزارت فرهنگ و ارشاد اسلامی در دولت دوازدهم به مجلس معرفی کرد.
| وزارت فرهنگ و ارشاد اسلامی | سخنرانان موافق                                   | سخنرانان مخالف                                    | آراء موافق | آراء مخالف | آراء ممتنع | تأیید |
| -------------------------- | ------------------------------------------------ | ------------------------------------------------- | ---------- | ---------- | ---------- | ----- |
| سید عباس صالحی             | علیرضا ابراهیمی جمشید جعفرپور سیده فاطمه ذوالقدر | خدیجه ربیعی فرادنبه قاسم میرزایی نیکو محمود صادقی | ۲۴۲        | ۲۵         | ۲۱         | آری   |

### وزارت علوم تحقیقات و فناوری

#### دولت یازدهم
گمانه زنی دربارهٔ گزینه‌های وزارت علوم کابینه یازدهم، از همان نخستین روزهای پس از پیروزی حسن روحانی آغاز شد. عبدالله جاسبی رئیس سابق دانشگاه آزاد و جعفر توفیقی وزیر علوم دولت اصلاحات، رضا فرجی دانا، رئیس اسبق دانشگاه تهران و محسن اسماعیلی عضو هیئت علمی دانشکده حقوق دانشگاه تهران از نام‌های مطرح شده بودند.
آیت الله صدیقی در جریان خطبه نماز جمعه، دربارهٔ فردی که قرار است مسئولیت وزارت علوم، تحقیقات و فناوری را در دست بگیرد به حسن روحانی هشدار داد. وی گفت از انتخاب وزیر علوم یا رؤسای دانشگاه‌هایی که بوی فتنه می‌دهند، خودداری شود.
حسن روحانی سرانجام جعفر میلی منفرد، مهندس و استاد دانشگاه امیر کبیر را برای تصدی این مقام معرفی کرد که با موافقت مجلس روبرو نشد.
سپس جعفر توفیقی به سرپرستی منصوب شد. گمانه زنی‌ها حاکی از این بود که توفیقی دومین پیشنهاد رئیس‌جمهور خواهد بود ولی در آخرین روزها، فرجی دانا به عنوان وزیر معرفی شد که مورد اعتماد مجلس قرار گرفت.
رای اعتماد به فرجی دانا کمتر از یک سال دوام آورد و نه ماه بعد از آن، وی در تاریخ ۲۹ مرداد ۱۳۹۳، رضا فرجی دانا نیز به وسیله مجلس استیضاح و برکنار شد. از جمله دلایل استیضاح او به‌کارگیری افراد مرتبط با اعتراضات انتخابات سال ۸۸ بود. همچنین عدم پذیرش پذیرفته شدگان بورسیه‌های تحصیلات تکمیلی که در دوره محمود احمدی‌نژاد در داخل و خارج بورسیه شده بودند نیز از دلایل دیگر نماینگان مجلس بود. فرجی دانا در جلسه استیضاح، توضیحاتی را در مورد نحوه اعطای بورسیه در دولت احمدی‌نژاد ارائه کرد و گفت: "آیا دانشجوی ادبیات فارسی و فقه و حدیث را باید به خارج اعزام کنیم؟."
پس از استیضاح رضا فرجی دانا و دو ماه سرپرستی محمدعلی نجفی بر این وزارتخانه، نهایتاً در ۳۰ مهرماه ۱۳۹۳، محمود نیلی احمدآبادی طی نامه‌ای توسط رئیس‌جمهور به عنوان وزیر پیشنهادی علوم، تحقیقات و فناوری به مجلس معرفی گردید. جلسه بررسی صلاحیت نیلی در روز چهارشنبه ۷ آبان ۱۳۹۳، در مجلس شورای اسلامی برگزار گردید و او نیز موفق به کسب رأی اعتماد از مجلس نشد.
در ۲۰ آبان ۱۳۹۳ حسن روحانی طی نامه‌ای به علی لاریجانی، احمدی دانش آشتیانی را برای تصدی وزارت علوم، تحقیقات و فناوری به مجلس معرفی کرد، جلسه بررسی صلاحیت دانش آشتیانی در روز سه‌شنبه ۲۷ آبان ۱۳۹۳، در مجلس شورای اسلامی برگزار گردید و او نیز موفق به کسب رأی اعتماد از مجلس نشد. با مخالفت مجلس با سه وزیر پیشنهادی، مهلت سرپرستی محمدعلی نجفی با حکم حکومتی از سوی رهبر ایران تمدید شد.
حسن روحانی در ۲۸ آبان ۱۳۹۳ پس از عدم اعتماد مجلس به فخرالدین احمدی دانش آشتیانی در نامه‌ای به علی لاریجانی، محمد فرهادی را به عنوان پنجمین وزیر پیشنهادی وزارت علوم، تحقیقات و فناوری به مجلس معرفی کرد و قرائت نامهٔ معرفی وی بر خلاف گزینه‌های پیشین با استقبال و واکنش مثبت نمایندگان مجلس مواجه گردید. نهایتاً فرهادی توانست از مجلس رأی اعتماد بگیرد.
| وزارت علوم تحقیقات و فناوری | سخنرانان موافق | سخنرانان مخالف                                         | آراء موافق | آراء مخالف | آراء ممتنع | تأیید |
| --------------------------- | --- | ------------------------------------------------------ | ---------- | ---------- | ---------- | ----- |
| جعفر میلی منفرد             | علی مطهری مسعود پزشکیان                                                                                            | محمد دهقان ابراهیم کارخانه فرهاد بشیری عبدالواحد فیاضی | ۱۰۵        | ۱۶۲        | ۱۹         | نه    |
| رضا فرجی دانا               | مهرداد بائوج لاهوتی محسن علیمردانی علی‌اکبر آقایی مغانجویی محمدرضا خان‌محمدی خرمی                                    | جواد هروی زهره طبیب‌زاده نوری                           | ۱۵۹        | ۷۰         | ۳۲         | آری   |
| استیضاح رضا فرجی‌دانا        | علیرضا زاکانی موسی غضنفرآبادی سید حسین نقوی حسینی قاسم جعفری محمدحسن آصفری علی اصغر زارعی بیژن نوباوه الیاس نادران | جواد هروی غلامعلی جعفرزاده ایمن آبادی                  | ۱۴۵        | ۱۱۰        | ۱۵         | نه    |
| محمود نیلی احمدآبادی        | ابراهیم نکو محمدقسیم عثمانی غلامعلی جعفرزاده ایمن‌آبادی مهرداد بائوج لاهوتی                                         | عزیز اکبریان محمود نبویان عبدالکریم جمیری الیاس نادران | ۷۹         | ۱۶۰        | ۷          | نه    |
| فخرالدین احمدی دانش‌آشتیانی  | علی مطهری عبدالکریم نخل ابراهیمی محمدرضا تابش                                                                      | قاسم جعفری سید حسین نقوی حسینی علیرضا زاکانی           | ۷۰         | ۱۷۱        | ۱۶         | نه    |
| محمد فرهادی                 | محمدمهدی رهبری املشی محمدحسین قربانی سید مهدی هاشمی الیاس نادران                                                   | علی مطهری علی محمد احمدی حمیدرضا مشهدی عباسی           | ۱۹۷        | ۲۸         | ۱۰         | آری   |

#### دولت دوازدهم
با آغاز به کار دولت دوم حسن روحانی وی در حالی لیست کابینه پیشنهادی را به مجلس فرستاد که در آن از وزیر پیشنهاد علوم نامی به میان نیامده بود. در نهایت با کمی تاخیر، منصور غلامی به عنوان وزیر پیشنهادی به مجلس معرفی شد و توانست رای اعتماد بگیرد.
| وزارت علوم، تحقیقات و فناوری | سخنرانان موافق                             | سخنرانان مخالف                                                        | آراء موافق | آراء مخالف | آراء ممتنع | تأیید |
| ---------------------------- | ------------------------------------------ | --------------------------------------------------------------------- | ---------- | ---------- | ---------- | ----- |
| منصور غلامی                  | قاسم احمدی‌لاشکی مسعود گودرزی نبی هزارجریبی | عبدالکریم حسین‌زاده سیده حمیده زرآبادی جهانبخش محبی‌نیا حبیب‌الله دهمرده | ۱۸۰        | ۸۲         | ۱۴         | آری   |

### وزارت نفت

#### دولت یازدهم
بیژن زنگنه وزیر نفت دولت اصلاحات از سال ۱۳۷۶ تا ۸۴ از گزینه‌هایی بود که در ابتدا در گمانه زنی‌ها برای تصدی وزارت نفت در دولت یازدهم مطرح بود. وی در طول سال‌های وزارت، موفق به جذب میلیاردها دلار سرمایه‌گذاری خارجی در حوزه وسیع نفت و گاز ایران شد. محمدرضا نعمت‌زاده، مشاور و رئیس ستاد انتخاباتی روحانی، گفت: «حضور آقای زنگنه به عنوان وزیر نفت دولت یازدهم قطعی شده‌است.» پیش از انتخاب زنگنه، در پی چالش ایجاد شده توسط کمیسیون انرژی مجلس که از سوی ریاست این کمیسیون، مسعود میرکاظمی رهبری می‌شد، گمانه زنی‌هایی مبنی بر عدم رأی اعتماد مجلس به وزارت زنگنه قوت گرفت و پس از آن، نام دو نفر برای سرپرستی وزارت نفت مطرح شد. نفر اول سیف‌الله جشن‌ساز مدیرعامل شرکت نفت‌ایران و مدیرعامل اسبق شرکت ملی نفت ایران و دومین نفر نیز غلامحسین نوذری وزیر اسبق نفت ایران بود.

##### مخالفان
- عطاءالله حکیمی، نماینده رودبار:

حکیمی نماینده رودبار سخنرانی مخالف خود را این‌گونه آغاز کرد: «بنده به عنوان دبیرکل حزب وفاق ملی تنها حزب اصولگرای مدافع آقای روحانی صحبت می‌کنم. در زمستان گذشته در نطق میان دستور از ایشان دفاع کردم و از اسفندماه رسماً ستاد ما شکل گرفت و سفرهای استانی انجام شد اما متأسفانه از اردیبهشت ماه سال جاری از اصحاب فتنه در ستاد ایشان حضور یافتند و رسماً اعلام کردیم به عنوان اصولگرا نمی‌توانیم با آن‌ها کار کنیم چون رسماً افتخار می‌کردند در فتنه حضور داشتند حتی در اردیبهشت ماه.» این نماینده که خود از حامیان پیشین روحانی در انتخابات است تندترین نقدها را در مخالفت با کلیت کابینه مطرح کرد. فتنه اصطلاحی که برخی مقامات ایران حوادث پس از انتخابات ۱۳۸۸ را با آن می‌خوانند.
- سید علی محمد بزرگواری، نماینده کهگیلویه، بهمئی، چرام و لنده:

بزرگواری در ابتدای صحبت خود گفت: «در مجلس باید روح مدرس حاکم باشد نه روح چاخان گویی و وکیل الدوله بودن، وزرای پیشنهادی نیز برای این چاپلوسان اهمیتی قائل نیستند، کسانی که تا دیروز دست احمدی‌نژاد را می‌بوسیدند ببینید امروز چه حرفهایی می‌زنند.» این نماینده در بخش دیگری از نطق خود گفت: «سیدم و لر تبار، در نتیجه حرفم را می‌زنم و هر وزیری که رای آورد و به منطقه محروم من نگاه ویژه نداشت با چماق لری با وی برخورد خواهم کرد.» وی در مخالفت با وزارت زنگنه گفت: «اگر آقای زنگنه بیاید آقازاده‌هایی مثل مهدی هاشمی دله‌دزد، میدان دار می‌شوند.» علی لاریجانی بلافاصله در واکنش به این اظهارات بزرگواری، گفت: «شما در مطالبتان اسم افراد را می‌آورید و توهین می‌کنید، درست نیست بعداً مسئله ایجاد می‌شود. بهتر است رعایت کرده و دربارهٔ برنامه‌ها سخن بگوییم.»
| وزارت نفت  | سخنرانان موافق                                                     | سخنرانان مخالف                         | آراء موافق | آراء مخالف | آراء ممتنع | تأیید |
| ---------- | ------------------------------------------------------------------ | -------------------------------------- | ---------- | ---------- | ---------- | ----- |
| بیژن زنگنه | رجب رحمانی ایرج عبدی سعید حیدری رضا عبداللهی حمیدرضا عزیزی فارسانی | احمدعلی مقیمی احمد توکلی علیرضا زاکانی | ۱۶۶        | ۱۰۴        | ۱۳         | آری   |

#### دولت دوازدهم
با آغاز به کار دولت دوم حسن روحانی وی مجدداً بیژن نامدار زنگنه، را به عنوان وزیر پیشنهادی نفت در دولت دوازدهم به مجلس معرفی کرد.
| وزارت نفت  | سخنرانان موافق | سخنرانان مخالف | آراء موافق | آراء مخالف | آراء ممتنع | تأیید |
| ---------- | -------------- | -------------- | ---------- | ---------- | ---------- | ----- |
| بیژن زنگنه | -              | -              | ۲۳۰        | ۳۵         | ۲۳         | آری   |

### وزارت امور خارجه

#### دولت یازدهم

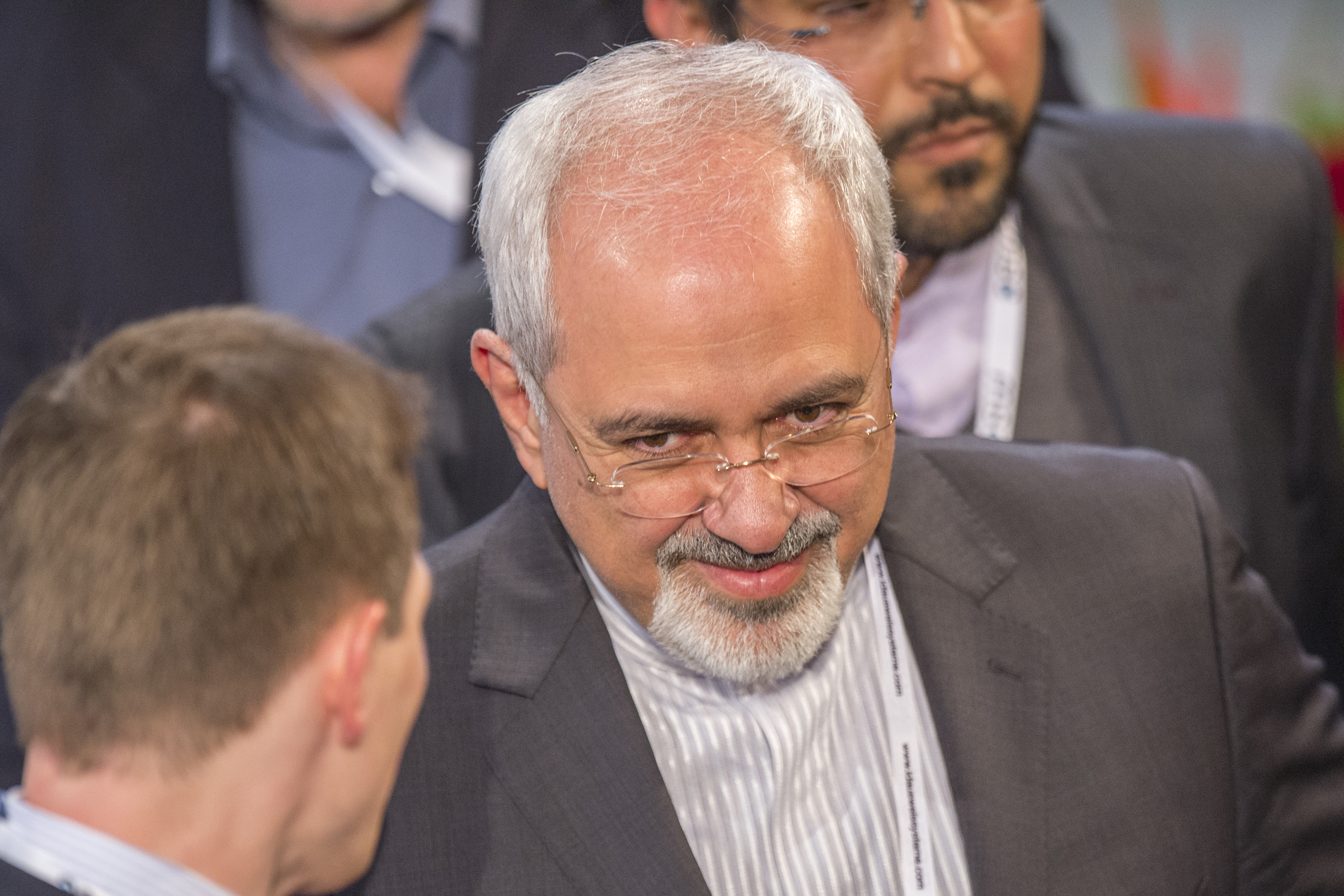
محمدجواد ظریف به عنوان وزیر امور خارجه از مجلس رای اعتماد گرفت.

به نظر می‌رسید محمد جواد ظریف از گزینه‌های اصلی مطرح شده برای وزارت امور خارجه دولت یازدهم باشد. گزینه‌های مختلفی برای تصدی وزارت امور خارجه دولت یازدهم مطرح شده بود. افرادی چون علی اکبر ولایتی، علی اکبر صالحی، کمال خرازی هریک توسط رسانه‌ها مطرح شده بودند.
گزینه معرفی شده یعنی محمدجواد ظریف در دوران محمد خاتمی مدتی معاون حقوقی و امور بین‌الملل وزارت خارجه بود. پس از آن به نمایندگی ایران در سازمان ملل منصوب شد و تا مدتی پس از انتخاب محمود احمدی‌نژاد به عنوان رئیس‌جمهور نیز در این سمت باقی بود. وی پس از عزل از این سمت به تهران بازگشت و تاکنون در دانشکده روابط بین‌الملل وزارت امور خارجه مشغول کار بوده‌است.
روزنامه وال استریت ژورنال در تحلیلی انتخاب نماینده سابق ایران در سازمان ملل به عنوان نامزد پست وزارت خارجه را «نشانه‌ای امیدبخش» خواند و نوشت: «آقای ظریف حامی تعامل با آمریکا بوده‌است» و «وی به دنبال حمله واشینگتن به افغانستان و برای تأسیس دولت جدید کابل، با دولت بوش همکاری کرده‌است.»
| وزارت امور خارجه | سخنرانان موافق                            | سخنرانان مخالف               | آراء موافق | آراء مخالف | آراء ممتنع | تأیید |
| ---------------- | ----------------------------------------- | ---------------------------- | ---------- | ---------- | ---------- | ----- |
| محمد جواد ظریف   | ناصر کاشانی احمدرضا دستغیب حسین سبحانی‌نیا | نادر قاضی‌پور نصرالله پژمان‌فر | ۲۳۲        | ۳۶         | ۱۳         | آری   |

#### دولت دوازدهم
با آغاز به کار دولت دوم حسن روحانی وی مجدداً محمدجواد ظریف، را به عنوان وزیر پیشنهادی امور خارجه در دولت دوازدهم به مجلس معرفی کرد.
| وزارت امور خارجه | سخنرانان موافق                                                               | سخنرانان مخالف                                                  | آراء موافق | آراء مخالف | آراء ممتنع | تأیید |
| ---------------- | ---------------------------------------------------------------------------- | --------------------------------------------------------------- | ---------- | ---------- | ---------- | ----- |
| محمد جواد ظریف   | حسین رضازاده بهرام پارسایی زهرا ساعی طیبه سیاوشی شاه‌عنایتی مرتضی صفاری نطنزی | محمدعلی پورمختار محمدرضا پورابراهیمی داورانی سید محمدجواد ابطحی | ۲۳۶        | ۲۶         | ۲۶         | آری   |

### وزارت امور اقتصادی و دارایی

#### دولت یازدهم
علی طیب‌نیا در گفتگویی اظهار داشت که پست وزیر امور اقتصادی و دارایی ایران دولت دوازدهم به او پیشنهاد شده‌است. وی در ادامه گفت پیشنهاد برای وزارت اقتصاد و دارایی را رد نخواهد کرد. وی عضو هیئت علمی دانشگاه تهران است.
در پایان جلسات رأی اعتماد به کابینه روحانی، طیب نیا با کسب ۲۷۴ رأی از مجموع ۲۸۴ رأی مأخوذه، عنوان کسب بالاترین رأی اعتماد در تاریخ جمهوری اسلامی ایران را به خود اختصاص داد. با این حال وی اولین وزیر دولت یازدهم ایران بود که از مجلس شورای اسلامی، کارت زرد مجلس دریافت کرد.
| وزارت امور اقتصادی و دارایی | سخنرانان موافق               | سخنرانان مخالف               | آراء موافق | آراء مخالف | آراء ممتنع | تأیید |
| --------------------------- | ---------------------------- | ---------------------------- | ---------- | ---------- | ---------- | ----- |
| علی طیب‌نیا                  | رضا عبداللهی حمیدرضا فولادگر | نادر قاضی‌پور مهدی موسوی نژاد | ۲۷۴        | ۷          | ۳          | آری   |

او با رای بسیار بالا توانست از مجلس رأی اعتماد بگیرد.

#### دولت دوازدهم
با آغاز به کار دولت دوم حسن روحانی وی مسعود کرباسیان، را به عنوان وزیر جدید پیشنهادی امور اقتصادی و دارایی در دولت دوازدهم به مجلس معرفی کرد. کرباسیان یک سال بعد از سوی مجلس شورای اسلامی، استیضاح و برکنار شد.
| وزارت امور اقتصادی و دارایی | سخنرانان موافق | سخنرانان مخالف                     | آراء موافق | آراء مخالف | آراء ممتنع | تأیید |
| --------------------------- | --- | ---------------------------------- | ---------- | ---------- | ---------- | ----- |
| مسعود کرباسیان              | فریده اولادقباد سید کمال الدین شهریاری عبدالحمید خدری | ولی ملکی سید هادی بهادری رسول خضری | ۲۴۰        | ۳۱         | ۱۵         | آری   |
| استیضاح مسعود کرباسیان      | حسینعلی حاجی دلیگانی سید هادی بهادری عباس پاپی‌زاده هدایت‌الله خادمی جلیل رحیمی جهان‌آبادی صدیف بدری شادمهر کاظم‌زاده سید قاسم جاسمی مجید کیانپور علی ساری حسن نوروزی مهرداد بائوج لاهوتی الیاس حضرتی | حسن سلیمانی مسعود پزشکیان          | ۱۳۷        | ۱۲۱        | ۲          | نه    |
| فرهاد دژپسند                | - | -                                  | ۲۰۰        | ۵۰         | ۱۵         | آری   |

### وزارت آموزش و پرورش

#### دولت یازدهم
محمد علی نجفی، مرتضی حاجی، علی اصغر فانی و معصومه ابتکار از گزینه‌های مطرح شده برای تصدی وزارت آموزش و پرورش دولت یازدهم بودند. گمانه زنی‌ها حاکی از این بود که نجفی شانس بیشتری برای معرفی شدن به مجلس دارد. معرفی نجفی با مخالفت تند برخی نمایندگان مجلس روبرو شد که وی را «غرب زده» و معتقد به اصول غربی در تعلیم و تربیت می‌دانستند. وی در نطق خود با بیان اینکه دانش‌آموزان باید در انتخاب و تقویت حس دینی آزاد باشند وگرنه اگر تحمیل شود دین‌گریز خواهند شد، گفت: «هر تصمیمی در آموزش و پرورش باید فارغ از شتاب‌زدگی و سیاست‌زدگی و مبتنی بر هماهنگی میان اعضای کلی نظام تعلیم و تربیت اتخاذ شود.»

##### مخالفان

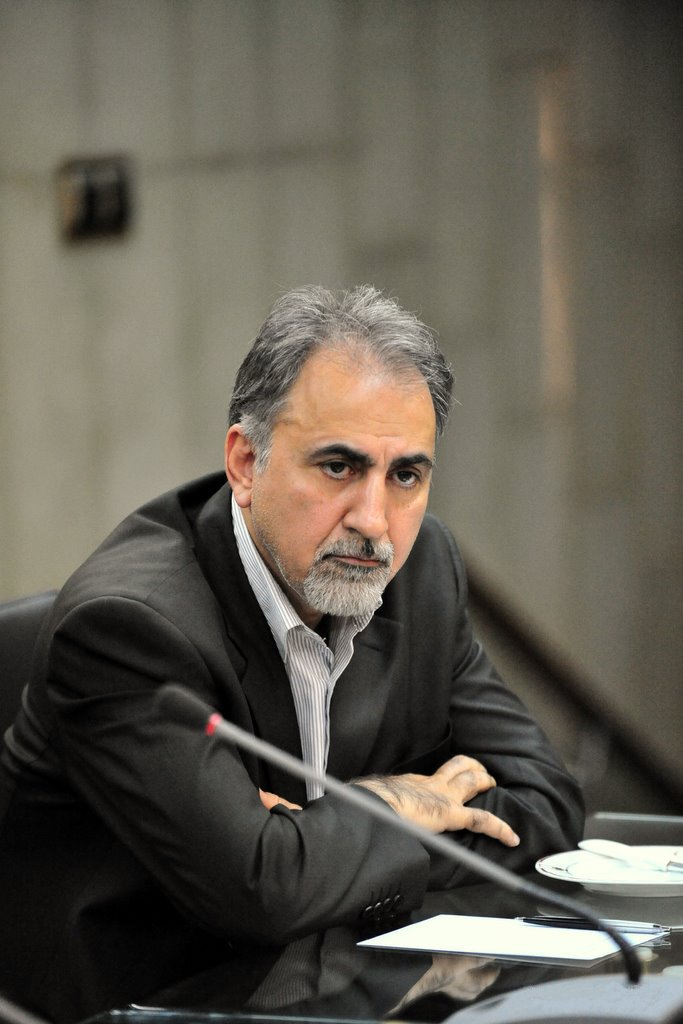
محمدعلی نجفی، به علت آنچه «حضور در فتنه» نامیده می‌شد از سوی نمایندگان مخالف مورد انتقاد قرار گرفت و در پایان هم نتوانست رای اعتماد مجلس را بگیرد.

- احمد امیرآبادی فراهانی، نماینده قم:

احمدامیرآبادی در سخنرانی مخالفت خود گفت: "شما در طی مدتی که تصدی وزارت آموزش و پرورش را عهده‌دار بوده‌اید، چقدر تفاهم‌نامه با حوزه علمیه قم داشته‌اید که اکنون در برنامه‌های خود اعلام می‌کنید که درصدد تعمیق برنامه‌های دینی و اخلاقی دانش‌آموزان با رویکرد به تعالیم دینی و با همکاری مراکز علمیه و دینی هستید؟"
- علیرضا زاکانی، نماینده تهران:

علیرضا زاکانی به عنوان مخالف وزیر پیشنهادی آموزش و پرورش یکی از دلایل مخالفت خود را با نجفی، شخصیت سیاسی او خواند و گفت: «شخصیت سیاسی آقای نجفی شخصیتی معتدل برای اداره جایی به نام آموزش و پرورش نیست.»

##### موافقان
- محمدقسیم عثمانی، نماینده بوکان:

محمدقسیم عثمانی نیز حضور نجفی در حوادث پس از انتخابات ۱۳۸۸ را تکذیب کرد و در موافقت با وزیر پیشنهادی آموزش و پرروش اظهار کرد: «هر کس جزو جریان فتنه باشد نه دکتر روحانی چنین فردی را به کابینه راه می‌دهد نه مجلس به چنین فردی رای خواهد داد. طرح مباحث این چنینی به انحراف کشاندن اراده ملت و روبه‌رو کردن مجلس با عصاره ملت است.»
درحالی‌که تنها یک رای تا حد نصاب فاصله داشت نجفی نتوانست از مجلس رأی اعتماد بگیرد. یکی از عمده‌ترین محورهای انتقاد به محمدعلی نجفی نزدیکی او به معترضان به نتیجه انتخابات ۸۸ بود. بعد از عدم اطمینان مجلس، روحانی وی را به سمت رئیس سازمان میراث فرهنگی، صنایع دستی و گردشگری منصوب کرد.
در ۳ تیر ۱۳۹۴، با طرح عده‌ای از نمایندگان، علی اصغر فانی، وزیر آموزش و پرورش استیضاح شد، اما استیضاح وی ناموفق ماند و ابقاء گردید.
پس از استعفای علی اصغر فانی در راستای ترمیم کابینه، در ۲ آبان ۱۳۹۵، حسن روحانی، فخرالدین احمدی دانش آشتیانی را به عنوان وزیر پیشنهادی آموزش و پرورش به مجلس معرفی نمود که او موفق به اخذ رای اعتماد از مجلس گردید.
| وزارت آموزش و پرورش        | سخنرانان موافق | سخنرانان مخالف                                       | آراء موافق | آراء مخالف | آراء ممتنع | تأیید |
| -------------------------- | --- | ---------------------------------------------------- | ---------- | ---------- | ---------- | ----- |
| محمد علی نجفی              | محمدقسیم عثمانی بابایی سلماس لاهوتی | علیرضا زاکانی احمد امیرآبادی فراهانی حکیمی           | ۱۴۲        | ۱۳۳        | ۹          | نه    |
| علی‌اصغر فانی               | عبدالرضا عزیزی امیرعباس سلطانی محمد باقری بنابی | حمیدرضا عزیزی فارسانی حسین طلا                       | ۱۸۵        | ۵۷         | ۲۴         | آری   |
| استیضاح علی‌اصغر فانی       | جبار کوچکی‌نژاد ارم ساداتی سید مهدی موسوی‌نژاد نادر قاضی پور فرهاد بشیری حامد قادرمزی محسن علیمردانی محمدسعید انصاری محمود شکری محمدقسیم عثمانی سید حسین نقوی حسینی | غلامرضا تاجگردون غلامرضا مصباحی مقدم                 | ۷۶         | ۱۶۷        | ۱۳         | نه    |
| فخرالدین احمدی دانش‌آشتیانی | ابوالفضل سروش داوود محمدی مهدی شیخ غلامعلی جعفرزاده ایمن‌آبادی | اسدالله عباسی سید حسین نقوی حسینی حشمت‌الله فلاحت‌پیشه | ۱۵۷        | ۱۱۱        | ۶          | آری   |

#### دولت دوازدهم
با آغاز به کار دولت دوم حسن روحانی وی سید محمد بطحایی، را به عنوان وزیر جدید پیشنهادی آموزش و پرورش در دولت دوازدهم به مجلس معرفی کرد.
| وزارت آموزش و پرورش | سخنرانان موافق                                                     | سخنرانان مخالف             | آراء موافق | آراء مخالف | آراء ممتنع | تأیید |
| ------------------- | ------------------------------------------------------------------ | -------------------------- | ---------- | ---------- | ---------- | ----- |
| سید محمد بطحایی     | فرهاد تجری صید محمد بیرانوندی ولی داداشی جبار کوچکی‌نژاد ارم ساداتی | سید قاسم جاسمی محسن بیگلری | ۲۳۸        | ۳۵         | ۱۵         | آری   |
| محسن حاجی‌میرزایی    | -                                                                  | -                          | ۲۰۰        | ۴۸         | ۷          | آری   |

### وزارت بهداشت، درمان و آموزش پزشکی

#### دولت یازدهم
سید حسن قاضی‌زاده هاشمی، از سوی دولت به عنوان نامزد وزیر بهداشت دولت یازدهم به مجلس معرفی شد.
| وزارت بهداشت، درمان و آموزش پزشکی | سخنرانان موافق                   | سخنرانان مخالف | آراء موافق | آراء مخالف | آراء ممتنع | تأیید |
| --------------------------------- | -------------------------------- | -------------- | ---------- | ---------- | ---------- | ----- |
| سید حسن قاضی‌زاده هاشمی            | حیدری طیب احمد لاشکی منظری توکلی | لاهوتی قاضی‌پور | ۲۶۰        | ۱۸         | ۶          | آری   |

#### دولت دوازدهم
با آغاز به کار دولت دوم حسن روحانی وی مجدداً سید حسن قاضی‌زاده هاشمی، را به عنوان وزیر پیشنهادی بهداشت و درمان و آموزش پزشکی در دولت دوازدهم به مجلس معرفی کرد. پس از استعفای سید حسن قاضی‌زاده هاشمی در راستای ترمیم کابینه، در ۱۵ بهمن ۱۳۹۷، حسن روحانی، سعید نمکی را که از تاریخ ۱۳ دی ۱۳۹۷ در سمت سرپرست وزارت بهداشت،‌درمان و آموزش پزشکی منصوب کرده بود به عنوان وزیر پیشنهادی این وزارتخانه به مجلس معرفی نمود که او موفق به اخذ رای اعتماد از مجلس گردید.
| وزارت بهداشت، درمان و آموزش پزشکی | سخنرانان موافق                                             | سخنرانان مخالف                           | آراء موافق | آراء مخالف | آراء ممتنع | تأیید |
| --------------------------------- | ---------------------------------------------------------- | ---------------------------------------- | ---------- | ---------- | ---------- | ----- |
| سید حسن قاضی‌زاده هاشمی            | مرتضی خاتمی غلامرضا تاجگردون مرتضی صفاری نطنزی احمد بیگدلی | محمدقسیم عثمانی احمد علیرضابیگی ولی ملکی | ۲۵۳        | ۱۸         | ۱۴         | آری   |
| سعید نمکی                         | مهدی فرشادان علیرضا سلیمی                                  | محمدحسین فرهنگی حسین مقصودی              | ۲۲۹        | ۲۵         | ۴          | آری   |

### وزارت دفاع و پشتیبانی نیروهای مسلح

#### دولت یازدهم
حسین دهقان، عضو سپاه پاسداران، گزینه معرفی شده برای به عهده گرفتن وزارت دفاع دولت یازدهم بود.
| وزارت دفاع و پشتیبانی نیروهای مسلح | سخنرانان موافق | سخنرانان مخالف | آراء موافق | آراء مخالف | آراء ممتنع | تأیید |
| ---------------------------------- | -------------- | -------------- | ---------- | ---------- | ---------- | ----- |
| حسین دهقان                         | -              | -              | ۲۶۹        | ۱۰         | ۵          | آری   |

#### دولت دوازدهم
با آغاز به کار دولت دوم حسن روحانی وی این بار امیر حاتمی، از فرماندهان ارتشی را به عنوان وزیر پیشنهادی دفاع در دولت دوازدهم به مجلس معرفی کرد. امیر حاتمی در میان تمام وزرای پیشنهادی حسن روحانی در دولت دوازدهم توانست بیشترین تعداد آراء موافق را از نمایندگان مجلس شورای اسلامی کسب نماید.
| وزارت دفاع و پشتیبانی نیروهای مسلح | سخنرانان موافق | سخنرانان مخالف | آراء موافق | آراء مخالف | آراء ممتنع | تأیید |
| ---------------------------------- | -------------- | -------------- | ---------- | ---------- | ---------- | ----- |
| امیر حاتمی                         | -              | -              | ۲۶۱        | ۱۰         | ‍۱۳          | آری   |

### وزارت صنعت، معدن و تجارت

#### دولت یازدهم
حسن روحانی، محمدرضا نعمت‌زاده را به عنوان وزیر پیشنهادی صنعت، معدن و تجارت دولت یازدهم به مجلس شورای اسلامی معرفی کرد. نعمت‌زاده معاونت وزارت نفت در امور پتروشیمی و معاونت وزارت نفت در امور پخش و پالایش فراورده‌های نفتی را در کارنامه خود دارد.

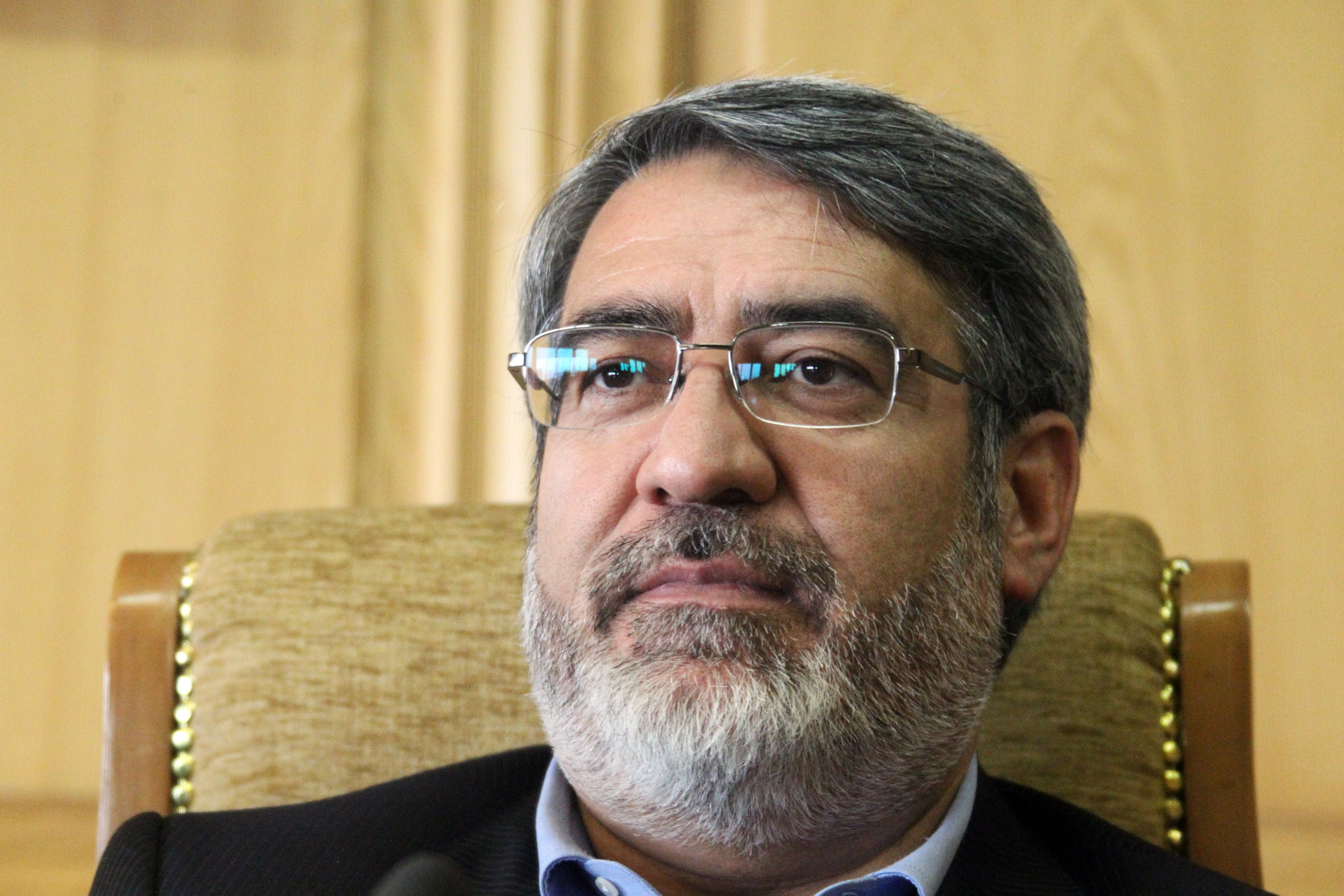
رحمانی فضلی از وزرای اصول‌گرای حاضر در کابینه به حساب می‌آید.

| وزارت صنعت، معدن و تجارت | سخنرانان موافق | سخنرانان مخالف | آراء موافق | آراء مخالف | آراء ممتنع | تأیید |
| ------------------------ | -------------- | -------------- | ---------- | ---------- | ---------- | ----- |
| محمدرضا نعمت‌زاده         | انصاری شریعتی  | علی‌لو قائدی    | ۱۹۹        | ۶۰         | ۲۴         | آری   |

#### دولت دوازدهم
با آغاز به کار دولت دوم حسن روحانی وی این بار محمد شریعتمداری، را به عنوان وزیر پیشنهادی صنعت و معدن و تجارت در دولت دوازدهم به مجلس معرفی کرد.
| وزارت صنعت، معدن و تجارت | سخنرانان موافق                         | سخنرانان مخالف                                | آراء موافق | آراء مخالف | آراء ممتنع | تأیید |
| ------------------------ | -------------------------------------- | --------------------------------------------- | ---------- | ---------- | ---------- | ----- |
| محمد شریعتمداری          | سید مهدی مقدسی رسول خضری حسن بهرام نیا | شهباز حسن‌پور بیگلری علی ابراهیمی احمدعلی کیخا | ۲۴۱        | ۲۵         | ۲۰         | آری   |
| رضا رحمانی               | -                                      | -                                             | ۲۰۳        | ۴۹         | ۱۳         | آری   |

### وزارت کشور

#### دولت یازدهم
| وزارت کشور           | سخنرانان موافق   | سخنرانان مخالف | آراء موافق | آراء مخالف | آراء ممتنع | تأیید |
| -------------------- | ---------------- | -------------- | ---------- | ---------- | ---------- | ----- |
| عبدالرضا رحمانی فضلی | عزیزی احمد جباری | کوچک‌زاده اسدی  | ۲۵۶        | ۱۹         | ۹          | آری   |

#### دولت دوازدهم
با آغاز به کار دولت دوم حسن روحانی وی مجدداً عبدالرضا رحمانی فضلی، را به عنوان وزیر پیشنهادی کشور در دولت دوازدهم به مجلس معرفی کرد.
| وزارت کشور           | سخنرانان موافق | سخنرانان مخالف | آراء موافق | آراء مخالف | آراء ممتنع | تأیید |
| -------------------- | -------------- | -------------- | ---------- | ---------- | ---------- | ----- |
| عبدالرضا رحمانی فضلی | - -            | - -            | ۲۵۰        | ۲۵         | ۱۳         | آری   |

### وزارت اطلاعات

#### دولت یازدهم
| وزارت اطلاعات  | سخنرانان موافق      | سخنرانان مخالف | آراء موافق | آراء مخالف | آراء ممتنع | تأیید |
| -------------- | ------------------- | -------------- | ---------- | ---------- | ---------- | ----- |
| سید محمود علوی | عبداللهی قوامی هروی | نبویان رسایی   | ۲۲۷        | ۳۸         | ۱۸         | آری   |

#### دولت دوازدهم
با آغاز به کار دولت دوم حسن روحانی وی مجدداً سید محمود علوی، را به عنوان وزیر پیشنهادی اطلاعات در دولت دوازدهم به مجلس معرفی کرد.
| وزارت اطلاعات  | سخنرانان موافق                                              | سخنرانان مخالف                                  | آراء موافق | آراء مخالف | آراء ممتنع | تأیید |
| -------------- | ----------------------------------------------------------- | ----------------------------------------------- | ---------- | ---------- | ---------- | ----- |
| سید محمود علوی | عزیز اکبریان علاءالدین بروجردی محمدحسین قربانی نادر قاضی‌پور | سید کاظم دلخوش اباتری محمدقسیم عثمانی علی مطهری | ۲۵۲        | ۲۲         | ۱۳         | آری   |

### وزارت نیرو

#### دولت یازدهم
| وزارت نیرو   | سخنرانان موافق       | سخنرانان مخالف | آراء موافق | آراء مخالف | آراء ممتنع | تأیید |
| ------------ | -------------------- | -------------- | ---------- | ---------- | ---------- | ----- |
| حمید چیت‌چیان | جلیلی سرقلعه زمانیان | نعمتی قاضی‌پور  | ۲۷۲        | ۷          | ۵          | آری   |

#### دولت دوازدهم
با آغاز به کار دولت دوم حسن روحانی وی این بار حبیب‌الله بیطرف، را به عنوان وزیر پیشنهادی نیرو در دولت دوازدهم به مجلس معرفی کرد. از میان تمام وزرای پیشنهادی حسن روحانی، تنها حبیب‌الله بیطرف نتوانست از مجلس رأی اعتماد بگیرد.
| وزارت نیرو     | سخنرانان موافق | سخنرانان مخالف | آراء موافق | آراء مخالف | آراء ممتنع | تأیید |
| -------------- | -------------- | -------------- | ---------- | ---------- | ---------- | ----- |
| حبیب‌الله بیطرف | - -            | - -            | ۱۳۳        | ۱۳۲        | ۱۷         | نه    |
| رضا اردکانیان  | - -            | - -            | ۲۲۵        | ۳۸         | ۱۳         | آری   |

### وزارت جهاد کشاورزی

#### دولت یازدهم
| وزارت کشاورزی | سخنرانان موافق              | سخنرانان مخالف        | آراء موافق | آراء مخالف | آراء ممتنع | تأیید |
| ------------- | --------------------------- | --------------------- | ---------- | ---------- | ---------- | ----- |
| محمود حجتی    | جباری سید باقر حسینی عثمانی | شکرخدا موسوی چهاردولی | ۱۷۷        | ۸۱         | ۲۶         | آری   |

#### دولت دوازدهم
با آغاز به کار دولت دوم حسن روحانی وی مجدداً محمود حجتی، را به عنوان وزیر پیشنهادی جهاد کشاورزی در دولت دوازدهم به مجلس معرفی کرد.
| وزارت کشاورزی | سخنرانان موافق                   | سخنرانان مخالف                | آراء موافق | آراء مخالف | آراء ممتنع | تأیید |
| ------------- | -------------------------------- | ----------------------------- | ---------- | ---------- | ---------- | ----- |
| محمود حجتی    | فریدون احمدی شهباز حسن‌پور بیگلری | صدیف بدری مهرداد بائوج لاهوتی | ۱۶۴        | ۹۴         | ۲۳         | آری   |
| کاظم خاوازی   | - -                              | - -                           | ۱۹۶        | ۱۵         | ۴          | آری   |

### وزارت کار، تعاون و رفاه اجتماعی

#### دولت یازدهم
| وزارت کار، تعاون و رفاه | سخنرانان موافق         | سخنرانان مخالف     | آراء موافق | آراء مخالف | آراء ممتنع | تأیید |
| ----------------------- | ---------------------- | ------------------ | ---------- | ---------- | ---------- | ----- |
| علی ربیعی               | ندیمی حلیمه عالی محجوب | صابری امیری کهنوجی | ۱۶۳        | ۱۰۰        | ۲۱         | آری   |

#### دولت دوازدهم
با آغاز به کار دولت دوم حسن روحانی وی مجدداً علی ربیعی، را به عنوان وزیر پیشنهادی کار، تعاون و رفاه اجتماعی در دولت دوازدهم به مجلس معرفی کرد.
| وزارت کار، تعاون و رفاه | سخنرانان موافق | سخنرانان مخالف          | آراء موافق | آراء مخالف | آراء ممتنع | تأیید |
| ----------------------- | --- | ----------------------- | ---------- | ---------- | ---------- | ----- |
| علی ربیعی               | سید فرید موسوی محمدصادق حسنی جوریابی غلامعلی جعفرزاده ایمن‌آبادی محمد محمودی شاه‌نشین                                    | امیر خجسته فرج‌الله رجبی | ۱۹۱        | ۷۹         | ۱۵         | آری   |
| استیضاح علی ربیعی       | مسعود گودرزی علیم یارمحمدی سید قاسم جاسمی امیر خجسته اکبر رنجبرزاده محمود نگهبان سلامی محمدرضا پورابراهیمی علی رستمیان | -                       | ۱۲۹        | ۱۱۱        | ۳          | نه    |
| محمد شریعتمداری         | - | - -                     | ۱۹۶        | ۶۳         | ۵          | آری   |

### وزارت راه و شهرسازی

#### دولت یازدهم
| وزارت راه و شهرسازی | سخنرانان موافق                                                                                               | سخنرانان مخالف            | آراء موافق | آراء مخالف | آراء ممتنع | تأیید |
| ------------------- | --- | ------------------------- | ---------- | ---------- | ---------- | ----- |
| عباس آخوندی         | جباری هاشمی نخل ابراهیمی                                                                                     | بیژن نوباوه فاطمه آلیا    | ۱۵۹        | ۱۰۷        | ۱۸         | آری   |
| استیضاح عباس آخوندی | موسی‌الرضا ثروتی سید ناصر موسوی لارگانی حمید رسایی مجتبی رحماندوست مهدی کوچک‌زاده غلام‌محمد زارعی سیدمهدی هاشمی | منصور آرامی محمدرضا باهنر | ۷۲         | ۱۷۵        | ۵          | آری   |
| استیضاح عباس آخوندی | - | -                         | ۷۴         | ۱۷۶        | ۵          | آری   |

#### دولت دوازدهم
با آغاز به کار دولت دوم حسن روحانی وی مجدداً عباس آخوندی، را به عنوان وزیر پیشنهادی راه و شهرسازی در دولت دوازدهم به مجلس معرفی کرد.
| وزارت راه و شهرسازی | سخنرانان موافق                | سخنرانان مخالف | آراء موافق | آراء مخالف | آراء ممتنع | تأیید |
| ------------------- | ----------------------------- | -------------- | ---------- | ---------- | ---------- | ----- |
| عباس آخوندی         | سید احسن علوی جهانبخش محبی‌نیا | سکینه الماسی - | ۱۸۸        | ۷۵         | ۱۴         | آری   |
| استیضاح عباس آخوندی | -                             | - -            | ۹۲         | ۱۵۲        | ۲          | آری   |
| محمد اسلامی         | -                             | - -            | ۱۵۱        | ۹۸         | ۸          | آری   |

### وزارت ورزش و جوانان

#### دولت یازدهم
وزارت ورزش و جوانان آخرین وزارتخانهٔ دولت یازدهم ایران بود که وزیر آن منصوب شد. نمایندگان مجلس شورای اسلامی به ۳ وزیر پیشنهادی حسن روحانی رای منفی داده‌بودند و در نهایت چهارمین وزیر پیشنهادی روحانی توانست رای موافق نمایندگان را برای سمت وزارت این وزارتخانه کسب کند. از جمله دلایل نمایندگان مجلس با وزرای پیشنهادی این وزارتخانه می‌توان به: کبر سنی، ارتباط با معترضان سال ۱۳۸۸، اعمال خلاف قانون در زمان پست‌های حکومتی پیشین، نداشتن سابقه ورزشی و نداشتن برنامه قابل توجه در خصوص این وزارتخانه نام برد.
در مقابل، منتقدان به عملکرد مجلس در رای ندادن به وزرای پیشنهادی روحانی، رای منفی نمایندگان را انتقام‌گیری سیاسی از عملکرد سایر بخش‌های دولت عنوان می‌کنند. انتصاب جعفر توفیقی و جعفر میلی‌منفرد در وزارت علوم و انتخابات استانداران کشور بدون همفکری با نمایندگان مجلس، از جمله دو گلایه عمده این گروه از دولت بوده‌است که منتقدان معتقدند عامل اصلی مخالفت با گزینه‌های تصدی این وزارتخانه به‌شمار می‌روند.
| وزارت ورزش و جوانان | سخنرانان موافق                                               | سخنرانان مخالف                           | آراء موافق | آراء مخالف | آراء ممتنع | تأیید |
| ------------------- | ------------------------------------------------------------ | ---------------------------------------- | ---------- | ---------- | ---------- | ----- |
| مسعود سلطانی‌فر      | احمد لاشکی کاتب کاشانی                                       | مرادی عثمانی قادرمرزی رجب رحمانی         | ۱۱۷        | ۱۴۸        | ۱۸         | نه    |
| رضا صالحی امیری     | علی‌محمد احمدی محمدقسیم عثمانی                                | باقر حسینی شهلا میرگلوبیات الیاس نادران  | ۱۰۷        | ۱۴۱        | ۱۳         | نه    |
| نصرالله سجادی       | شریف حسینی کمال‌الدین پیرمؤذن سید محمد بیاتیان                | فاطمه رهبر نادر قاضی‌پور                  | ۱۲۴        | ۱۰۷        | ۲۲         | نه    |
| محمود گودرزی        | فتح‌الله حسینی محمد قسیم عثمانی حسین گروسی سید مهدی موسوی‌نژاد | علی ایرانپور کریمی قدوسی                 | ۱۹۹        | ۴۴         | ۲۴         | آری   |
| مسعود سلطانی‌فر      | سید ابوالفضل موسوی بیوکی پروانه سلحشوری                      | محمود شکری سید محمدجواد ابطحی شهاب نادری | ۱۹۳        | ۷۲         | ۹          | آری   |

#### دولت دوازدهم
با آغاز به کار دولت دوم حسن روحانی وی مجدداً مسعود سلطانی‌فر، را به عنوان وزیر پیشنهادی ورزش و جوانان در دولت دوازدهم به مجلس معرفی کرد.
| وزارت ورزش و جوانان | سخنرانان موافق | سخنرانان مخالف | آراء موافق | آراء مخالف | آراء ممتنع | تأیید |
| ------------------- | -------------- | -------------- | ---------- | ---------- | ---------- | ----- |
| مسعود سلطانی‌فر      | - - -          | - - -          | ۲۲۵        | ۳۹         | ۲۰         | آری   |

### وزارت دادگستری

#### دولت یازدهم

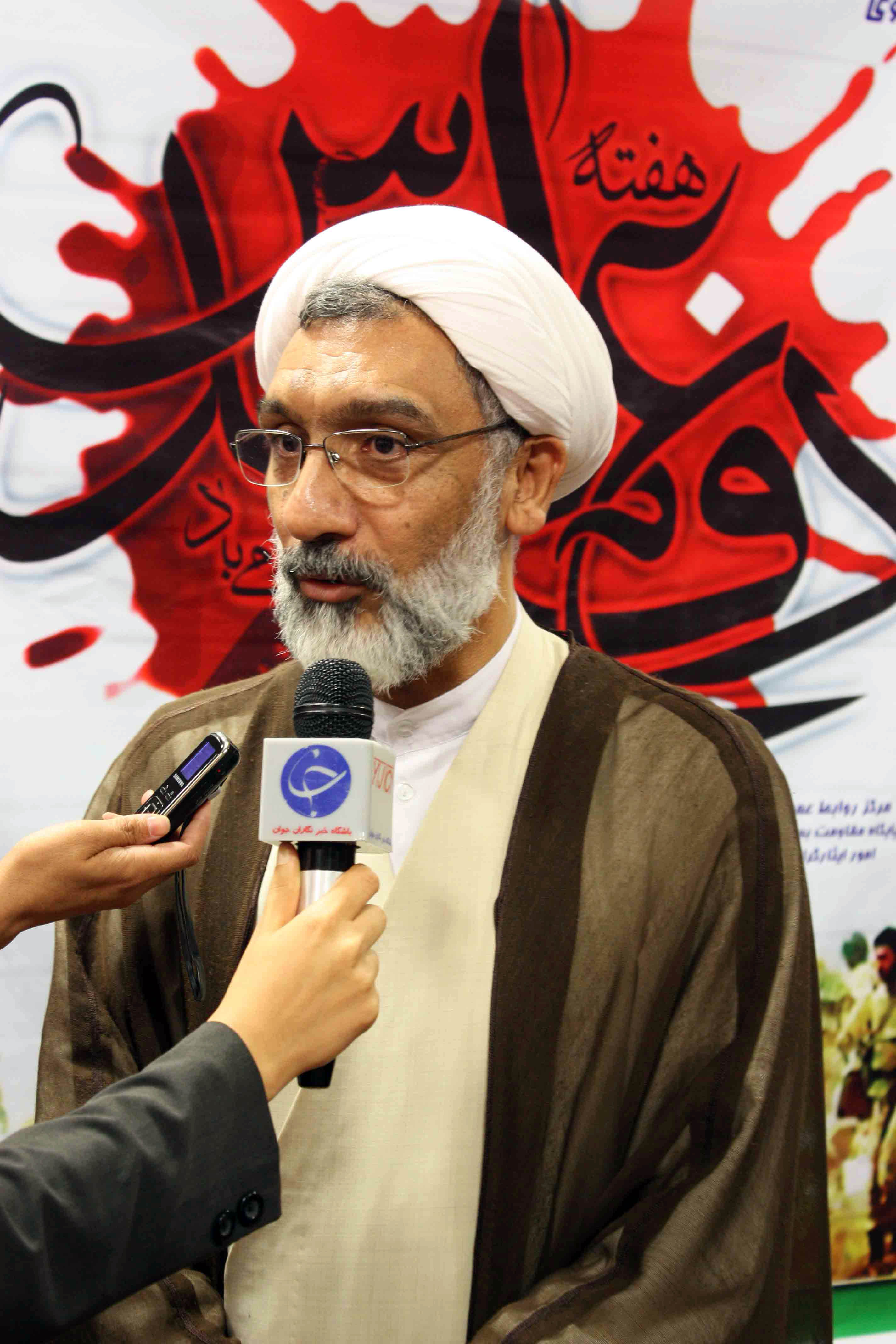
مصطفی پورمحمدی، در زمان دولت نهم ایران سمت وزیر کشور را بر عهده داشت. انتخاب وی به عنوان وزیر، انتقادات سازمان‌های مدافع حقوق بشر را در پی داشت.

حجت‌الاسلام مصطفی پورمحمدی، وزیر پیشنهادی حسن روحانی برای وزارت دادگستری، آخرین فردی بود که به لیست اعضای کابینه یازدهم اضافه شد. دیدبان حقوق بشر، گزارشگران بدون مرز و کمپین بین‌المللی حقوق بشر در ایران در بیانیه‌ای با تأکید بر «نقض حقوق بشر» از سوی مصطفی پورمحمدی، از حسن روحانی خواستند تا معرفی او به عنوان وزیر پیشنهادی دادگستری را پس بگیرد. سازمان‌های مدافع حقوق بشر اعتقاد دارند که پورمحمدی که از سال ۱۳۶۶ تا ۱۳۷۸ در وزارت اطلاعات فعالیت می‌کرد، در اعدام زندانیان سیاسی در سال ۱۳۶۷ و قتل‌های زنجیره‌ای نقش داشته‌است.
| وزارت دادگستری | سخنرانان موافق | سخنرانان مخالف   | آراء موافق | آراء مخالف | آراء ممتنع | تأیید |
| -------------- | -------------- | ---------------- | ---------- | ---------- | ---------- | ----- |
| مصطفی پورمحمدی | بهمئی عزیزی    | کوچک‌زاده دواتگری | ۲۰۱        | ۶۴         | ۱۹         | آری   |

#### دولت دوازدهم
با آغاز به کار دولت دوم حسن روحانی وی این بار سید علیرضا آوایی، را به عنوان وزیر پیشنهادی دادگستری در دولت دوازدهم به مجلس معرفی کرد.
| وزارت دادگستری   | سخنرانان موافق | سخنرانان مخالف | آراء موافق | آراء مخالف | آراء ممتنع | تأیید |
| ---------------- | -------------- | -------------- | ---------- | ---------- | ---------- | ----- |
| سید علیرضا آوایی | - -            | - -            | ۲۴۴        | ۱۸         | ۲۳         | آری   |

### وزارت ارتباطات و فناوری اطلاعات

#### دولت یازدهم
| وزارت ارتباطات و فناوری اطلاعات | سخنرانان موافق | سخنرانان مخالف | آراء موافق | آراء مخالف | آراء ممتنع | تأیید |
| ------------------------------- | -------------- | -------------- | ---------- | ---------- | ---------- | ----- |
| محمود واعظی                     | حسین‌زاده خجسته | نعمتی دهقان    | ۲۱۸        | ۴۵         | ۲۰         | آری   |

#### دولت دوازدهم
با آغاز به کار دولت دوم حسن روحانی وی این بار محمدجواد آذری جهرمی، را به عنوان وزیر پیشنهادی ارتباطات و فناوری اطلاعات در دولت دوازدهم به مجلس معرفی کرد.
| وزارت ارتباطات و فناوری اطلاعات | سخنرانان موافق                                      | سخنرانان مخالف                                   | آراء موافق | آراء مخالف | آراء ممتنع | تأیید |
| ------------------------------- | --------------------------------------------------- | ------------------------------------------------ | ---------- | ---------- | ---------- | ----- |
| محمدجواد آذری جهرمی             | سید حسین افضلی رمضانعلی سبحانی‌فر محمدرضا رضایی کوچی | نادر قاضی‌پور سیده حمیده زرآبادی محمدعلی پورمختار | ۱۵۲        | ‍۱۲۰         | ۷          | آری   |

## سرپرستان موقت وزارتخانه‌ها
بعد از عدم کسب رای اعتماد نمایندگان برای ۳ وزیر ورزش و جوانان، آموزش و پرورش و علوم، رئیس‌جمهور وقت ۳ هفته زمان در اختیار دارد که وزرای پیشنهادی جدیدی برای تصدی ۳ وزارتخانه مزبور به مجلس معرفی کند. در خلال این مدت، این وزارتخانه‌ها توسط سرپرستانی که با دستور مستقیم رئیس‌جمهور انتخاب شده بودند، مسئولیت وزارتخانه‌ها را موقتاً در اختیار داشتند.
اسامی این افراد عبارت بودند از: جعفر توفیقی برای وزارت علوم، علی‌اصغر فانی برای وزارت آموزش و پرورش، رضا صالحی امیری برای وزارت ورزش و جوانان. در زمانی که این که صالحی رای نیاورد محمد شریعتمداری تا انتخاب محمود گودرزی سرپرست وزارت ورزش بود. پس از استیضاح فرجی دانا محمدعلی نجفی به سمت سرپرستی وزارت علوم منصوب شد.